# Malá Lodina
Malá Lodina es un municipio del distrito de Košice-okolie en la región de Košice, Eslovaquia, con una población estimada a final del año 2024 de 222 habitantes.
Se encuentra ubicado en el centro de la región, en la cuenca hidrográfica del río Sajó (afluente derecho del Tisza) y cerca de la frontera con la región de Prešov y con Hungría.

## Demografía
| Año        | 1994 | 2004    | 2014    | 2024     |
| ---------- | ---- | ------- | ------- | -------- |
| Población  | 197  | 186     | 175     | 222      |
| Diferencia |      | −5,58 % | −5,91 % | +26,85 % |

| Año        | 2023 | 2024    |
| ---------- | ---- | ------- |
| Población  | 221  | 222     |
| Diferencia |      | +0,45 % |